# Юрчишин Володимир Іванович
Володи́мир Іва́нович Юрчи́шин (27 липня 1935, Дахнів, Любачівського повіту, нині Польща — 17 серпня 2010, Київ) — український митець-графік, майстер книжкового оформлення, заслужений діяч мистецтв України (1990), лауреат Державної премії України імені Тараса Шевченка (1990) за художнє оформлення видання «Літопис руський» (1989).

## Біографія
Народився 27 липня 1935 (іншими джерелами — 1934) року у селі Дахнів, на Любачівщині, нині Польща, у родині Івана та Варвари (до шлюбу Пекар) Юрчишиних. У вересні 1945 року родину художника депортовано до України.
1952–1957 року студіював в Українському поліграфічному інституті імені Івана Федорова у Львові (педагог з фаху В. Форостецький), захоплюючись творчістю О. Кульчицької. По закінченні інституту працював у київських видавництвах «Наукова думка», «Мистецтво», «Вища школа», «Дніпро», а також у журналах «Народна творчість та етнологія», «Образотворче мистецтво». Значний вплив на митця справило спілкування із знавцем давньої української гравюри П. Поповим, відомою дослідницею В. Свєнціцькою, майстрами українського народного мистецтва.
Працював переважно в галузі книжкової графіки. За півсторічний період діяльності розробив і запроектував величезну кількість видань, зокрема творів Т. Шевченка, «Повісті минулих літ» (1982), «Літопису» С. Величка (1991), роману О. Ільченка «Козацькому роду нема переводу» (1967), збірників «Українські пісні видані М. Максимовичем» (1962), «Закарпатські пісні та коломийки» (1965), «Народні пісні Буковини у записах Ю. Федьковича» (1968), «Пісні з полонини» (1970), «Народні перлини» (1971), «Народні пісні в записах Лесі Українки та з її співу» (1971), «Українські народні пісні в записах Осипа і Федора Бодянських» (1978), дослідницьких праць В. Свєнціцької «Іван Руткович» (1966), О. Білецького «Український портретний живопис XVII–XVIII ст.» (1969), М. Драгана «Українська декоративна різьба XVI–XVIII ст.» (1970), «Мистецька спадщина Івана Федорова» (1974), Я. Запаска, «Пам'ятки книжкового мистецтва» (1981–1984) Я. Ісаєвича,  «Шевченко — поет і художник» (1985) З. Тарахан-Берези, «Майстри українського бароко. Жовківський художній осередок» (1991) В. Овсійчука, «Масовий терор як засіб державного управління в СРСР» (1999) С. Білоконя, каталогів мистецьких виставок.
Майстерно використовував в орнаментальних мотивах сучасної книги надбання давньої української гравюри та народної картинки. Макети Юрчишина — унікальне явище мистецтва української книги, де вдало поєднані рукописний шрифт та набірний текст, геометричний і рослинний орнаменти підпорядковані єдиному конструктивному задумові.
Крім книжної графіки, створив багато станкових творів — естампи «Сім'я» (1988–1994), «Доля тернистою дорогою» (1978–1995), серії «Думи» (1974–1979), «Сичі» (2007–2008), плакат «1814-1861» (2008), присвячений Т. Шевченку, та інші.
Один із розробників сучасного українського шрифту.

## Твори

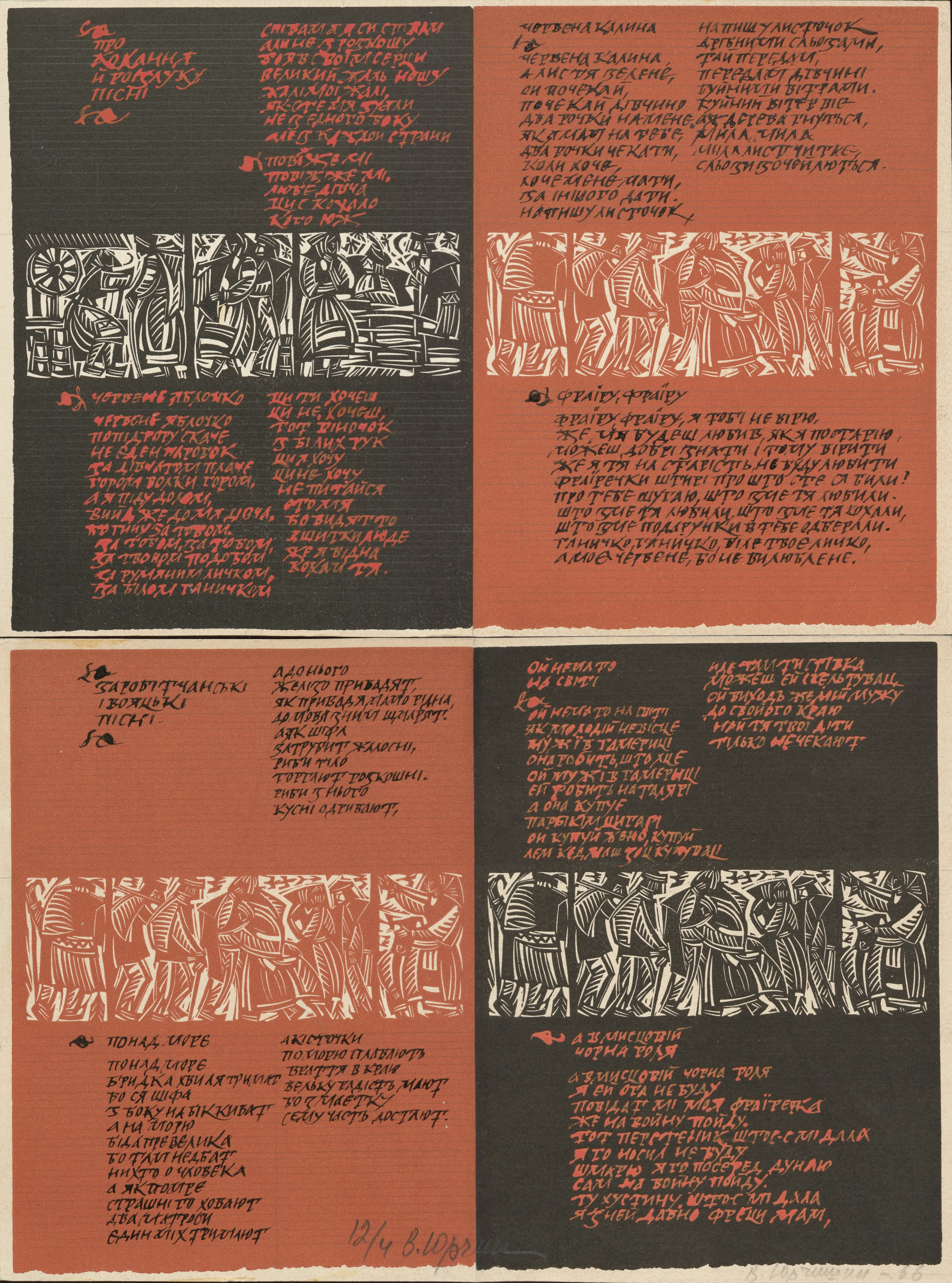
Лемківські пісні (1966-1975)
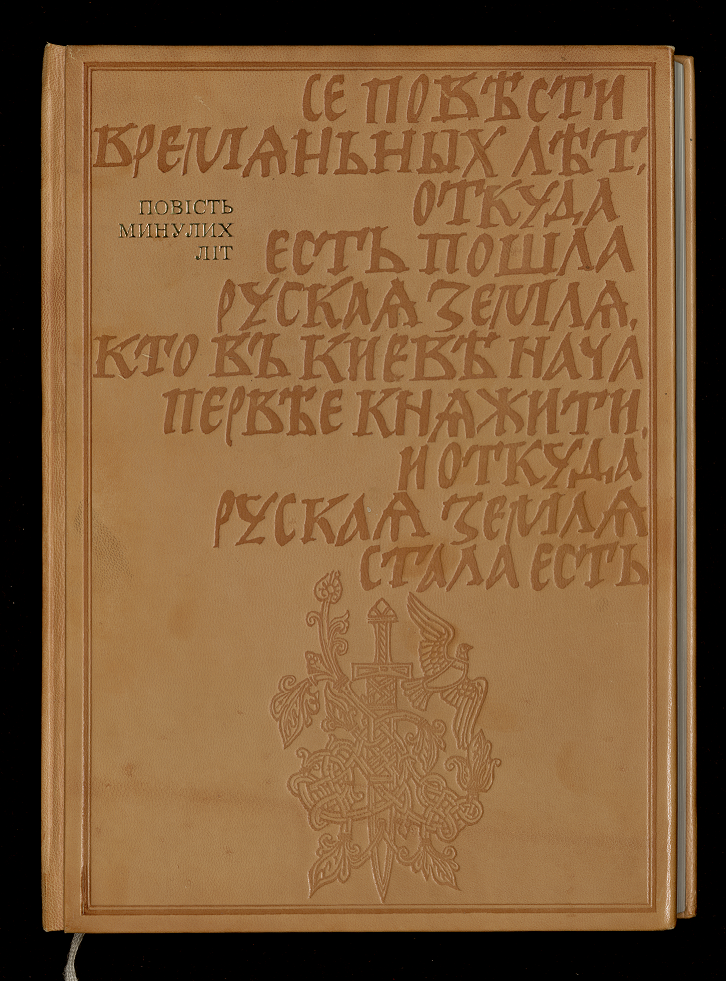
Повість минулих літ. Обкладинка (1982)
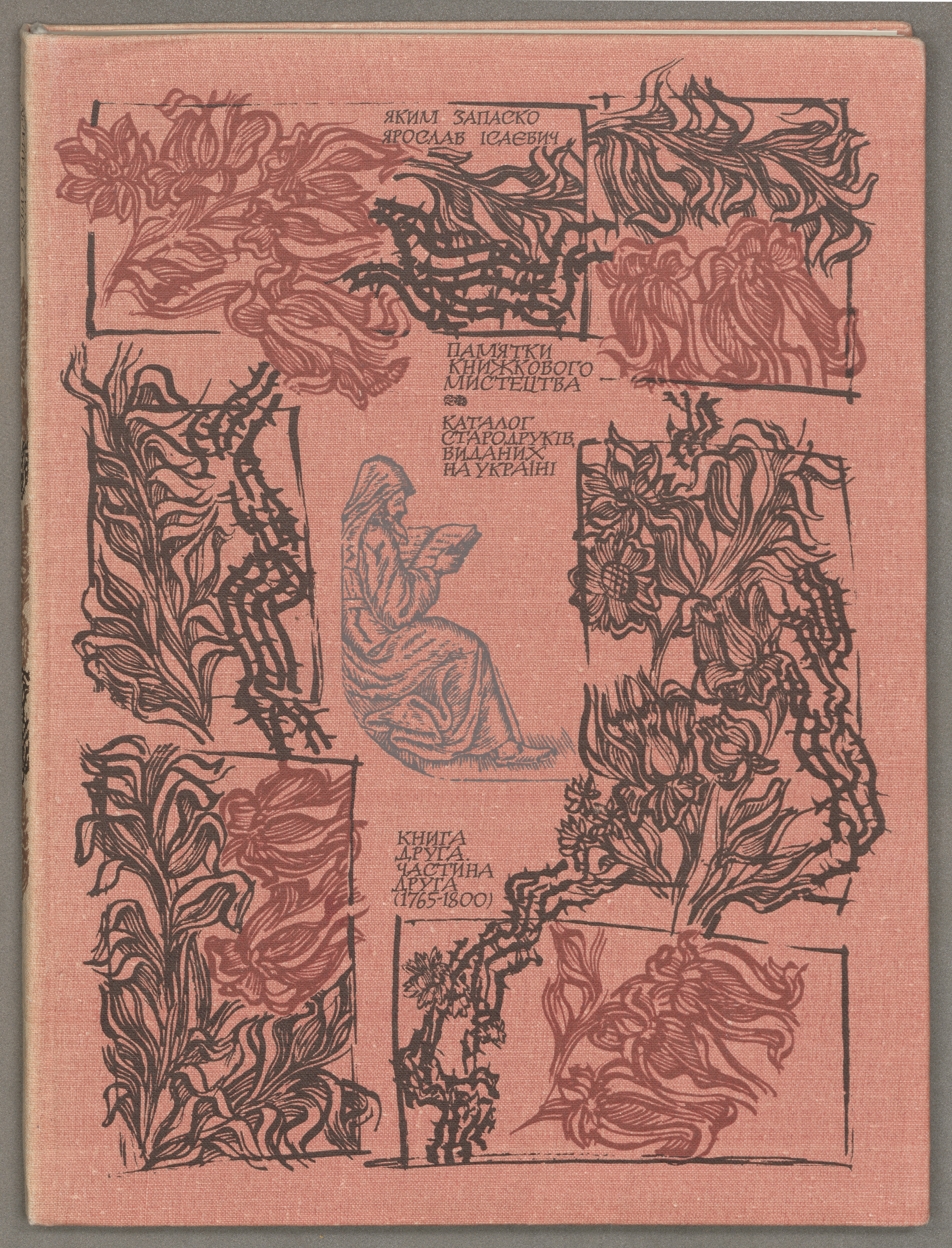
Пам'ятки книжкового мистецтва. Обкладинка (1984)